# Seva
Seva – gmina w Hiszpanii, w prowincji Barcelona, w Katalonii, o powierzchni 30,71 km². W 2011 roku gmina liczyła 3436 mieszkańców.